# ان‌وی‌آر
ان‌وی‌آر (انگلیسی: NVR, Inc.) شرکت ساخت‌وساز آمریکایی است، که در سال ۱۹۸۰ تأسیس شد.